# Мантуя
Мантуя (італ. Mantova, Мантова) — муніципалітет в Італії, у регіоні Ломбардія, столиця провінції Мантуя. Мантуя розташована на відстані близько 390 км на північ від Рима, 130 км на схід від Мілана. Населення — 48 747 осіб (2014). Щорічний фестиваль відбувається 18 березня. Покровитель — Sant'Anselmo da Baggio.

## Демографія
Населення за роками:

Станом на 1 січня 2023 року в муніципалітеті офіційно проживало 7889 іноземців з 111 країн, серед них 924 громадяни країн Євросоюзу та 571 громадянин України.

## Клімат
| MANTOVA              | Місяці | Місяці | Місяці | Місяці | Місяці | Місяці | Місяці | Місяці | Місяці | Місяці | Місяці | Місяці | Пора | Пора | Пора | Пора | Рік  |
| MANTOVA              | Січ    | Лют    | Бер    | Кві    | Тра    | Чер    | Лип    | Сер    | Вер    | Жов    | Лис    | Гру    | Зим  | Вес  | Літ  | Осі  | Рік  |
| -------------------- | ------ | ------ | ------ | ------ | ------ | ------ | ------ | ------ | ------ | ------ | ------ | ------ | ---- | ---- | ---- | ---- | ---- |
| Темп. макс. (°C)     | 4.0    | 7.2    | 12.7   | 17.4   | 22.5   | 26.9   | 29.6   | 28.6   | 24.1   | 17.6   | 10.6   | 5.5    | 5.6  | 17.5 | 28.4 | 17.4 | 17.2 |
| Темп. мін. (°C)      | -1.3   | 0.3    | 4.5    | 8.5    | 13.0   | 16.8   | 19.0   | 18.5   | 15.4   | 10.3   | 5.1    | 0.6    | -0.1 | 8.7  | 18.1 | 10.3 | 9.2  |
| Опади (мм)           | 43     | 41     | 47     | 56     | 62     | 58     | 44     | 47     | 54     | 68     | 63     | 51     | 135  | 165  | 149  | 185  | 634  |
| Дні опадів (≥ 1 мм)  | 6      | 6      | 7      | 8      | 9      | 7      | 5      | 5      | 6      | 7      | 8      | 7      | 19   | 24   | 17   | 21   | 81   |
| Роза вітрів (Вузлів) | W 3.0  | W 3.3  | E 3.4  | E 3.5  | E 3.1  | E 3.0  | E 3.0  | E 2.8  | E 2.8  | E 3.0  | W 3.3  | W 3.2  | 3.2  | 3.3  | 2.9  | 3    | 3.1  |

## Історія
- 1530—1708: Мантуанське герцогство

## Особи, пов'язані з містом
- Леон-Баттіста Альберті  (1404–1472) — архітектор, гуманіст, теоретик архітектури
- Андреа Мантенья (1431–1506) — художник, архітектор доби Кватроченто
- Лоренцо Коста (1460–1535) — художник доби Відродження
- Паоло Веронезе (1528–1588) — художник доби Відродження
- Джованні Баттіста Зелотті (1526-1578) — художник доби Відродження
- Джуліо Романо (1492–1546) — художник і архітектор доби маньєризму
- Франческо Приматіччо (1504–1570) — художник і архітектор доби маньєризму
- Джуліо Кампі (1502–1572) — художник і гравер
- Сімоне Кантаріні (1612–1648) — художник доби бароко
- Джованні Бенедетто Кастільйоне (1600–1665) — художник доби бароко
- Пітер Пауль Рубенс (1577–1640) — художник доби бароко
- Альдо Андреані (1887–1971) — скульптор і архітектор доби сецесії.

## Уродженці
- Гвідо Арістарко (1918-1996) — італійський сценарист і кінокритик
- Данте Мікелі (*1939 — †2012) — відомий у минулому італійський футболіст, півзахисник, згодом — спортивний функціонер
- Алессандро Стріджо (старший) — пізньоренесансовий композитор, автор меси на 40/60 голосів
- Алессандро Стріджо (молодший) — лібретіст, син композитора Алессандро Стріджо, автор лібрето опери Орфей Монтеверді
- Роберто Бонінсенья (*1943) — відомий у минулому італійський футболіст, нападник, згодом — футбольний тренер.
- Фабріціо Патерліні (*1973) — італійський композитор класичної музики і піаніст; власник лейблу Fabrizio Paterlini Records.

## Сусідні муніципалітети
- Баньоло-Сан-Віто
- Куртатоне
- Порто-Мантовано
- Ронкоферраро
- Сан-Джорджо-ді-Мантова
- Борго-Вірджиліо

## Храми міста
- Мантуанський собор, катедральний собор
- Ротонда Сан Лоренцо
- Базиліка Сант Андреа (Мантуя)
- Церква Сан Себастьяно, 1470 р.
- Церква Св. Франциска Асізького, 1304 р.

## Галерея зображень

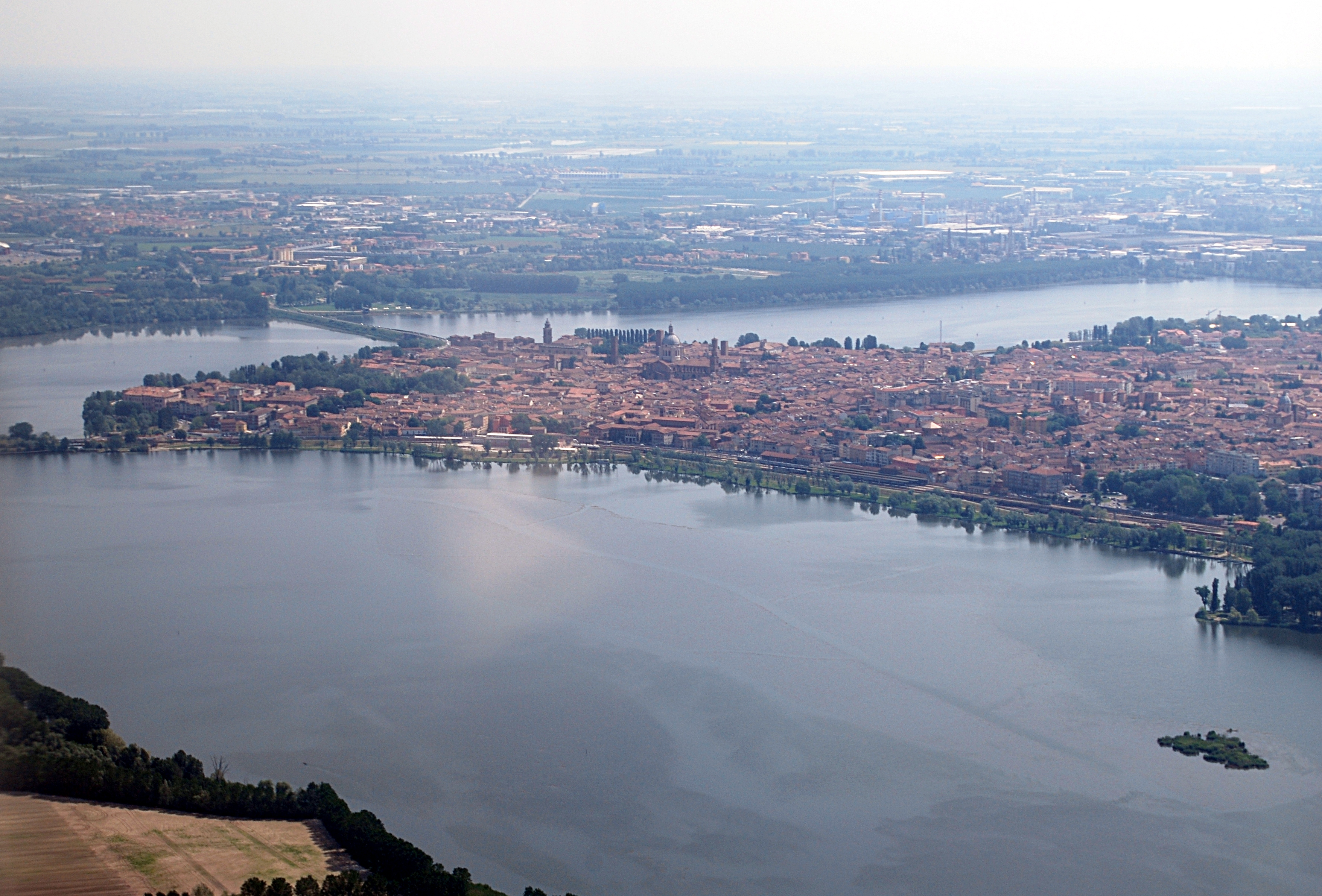
Vista aerea
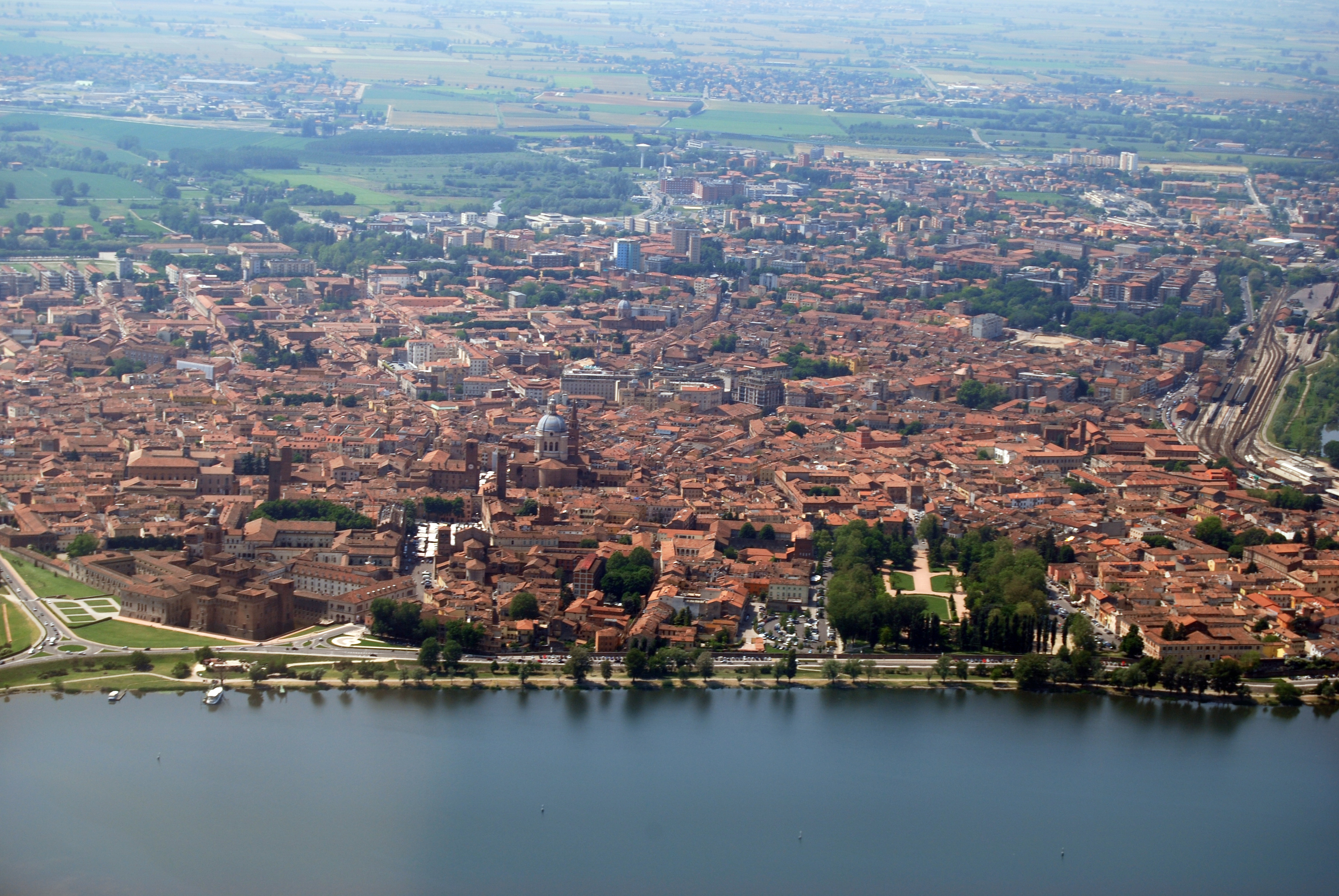
Vista aerea
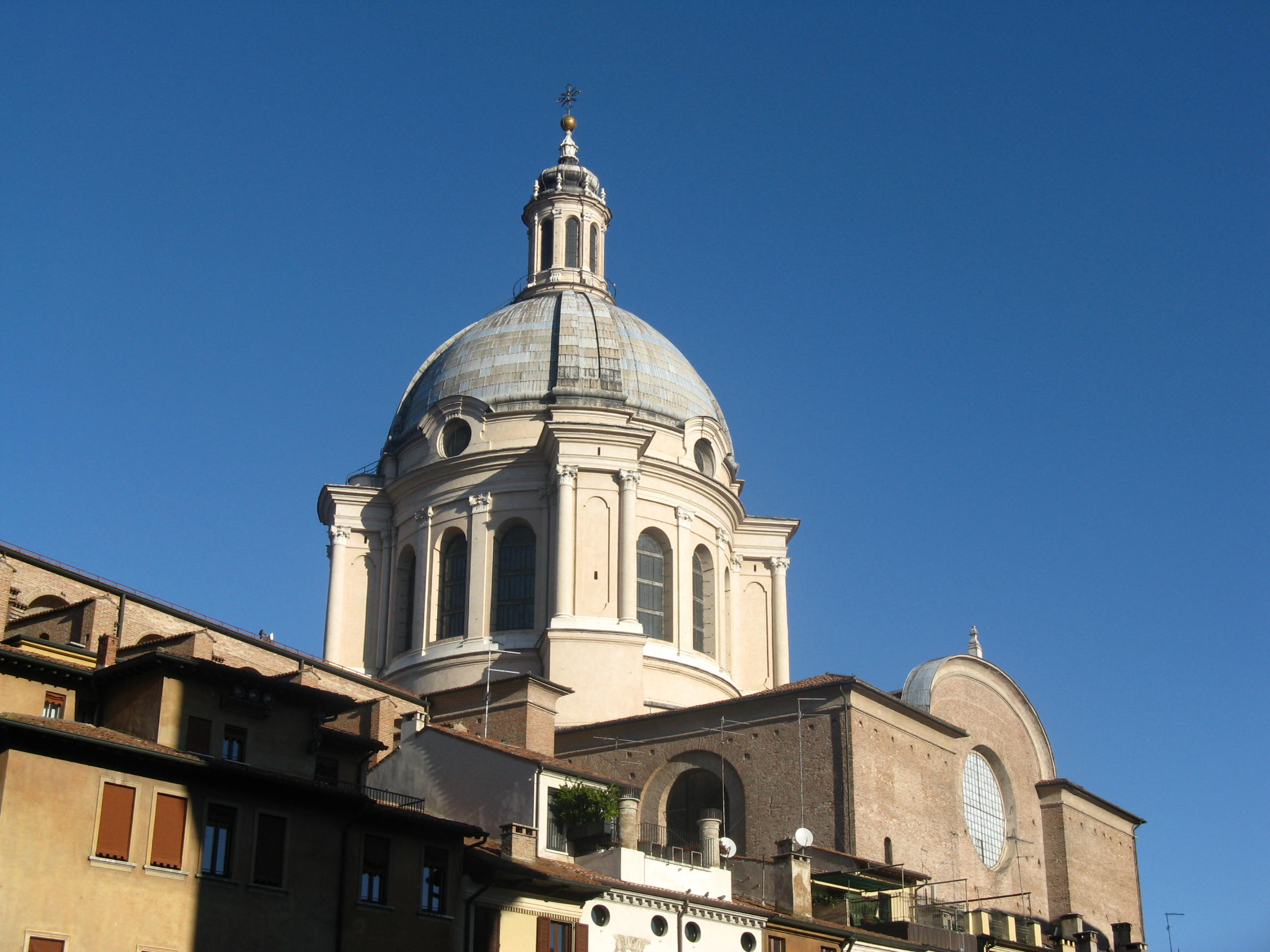
Cupola della Basilica di Sant'Andrea
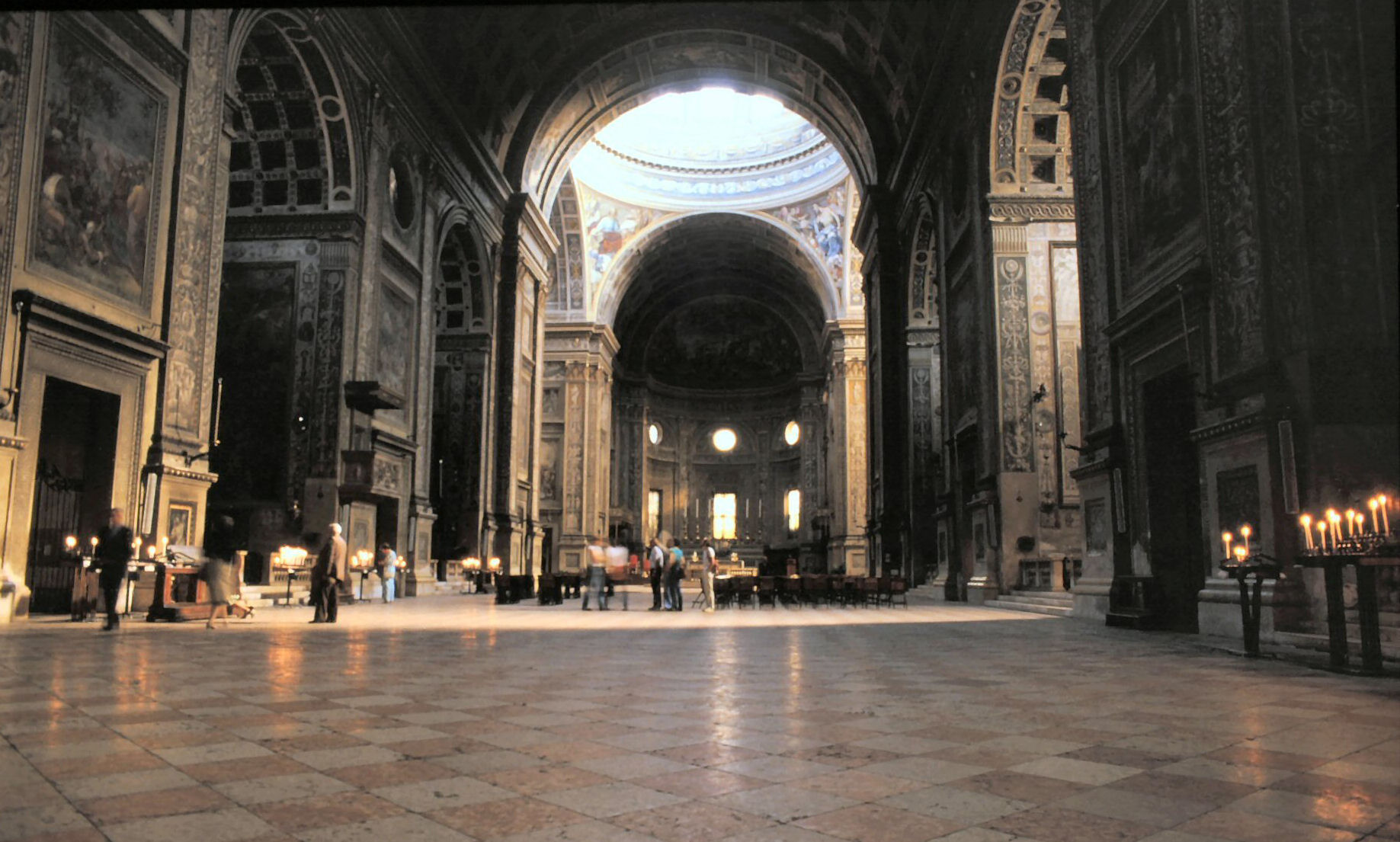
Sant'Andrea, interno
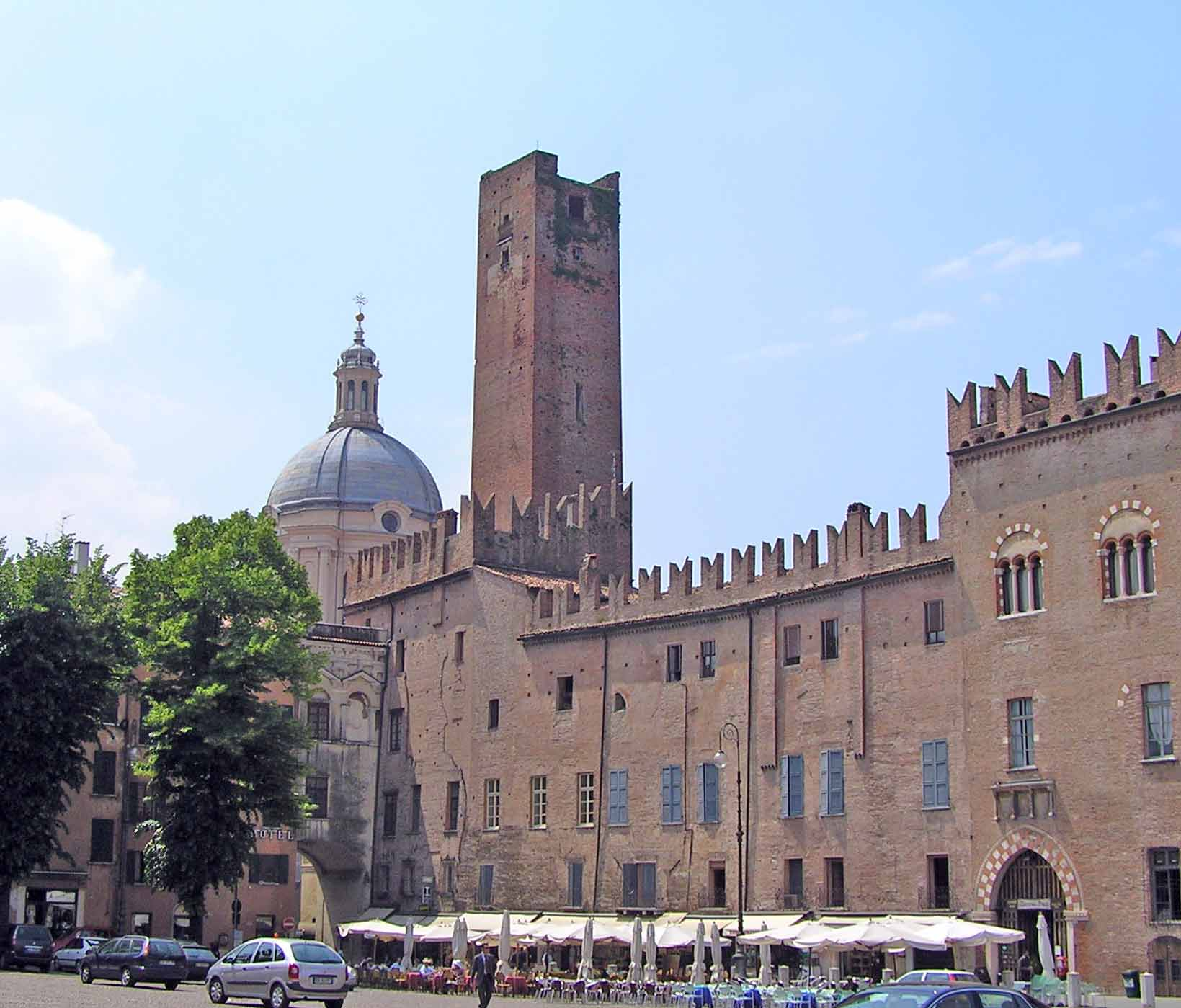
Piazza Sordello
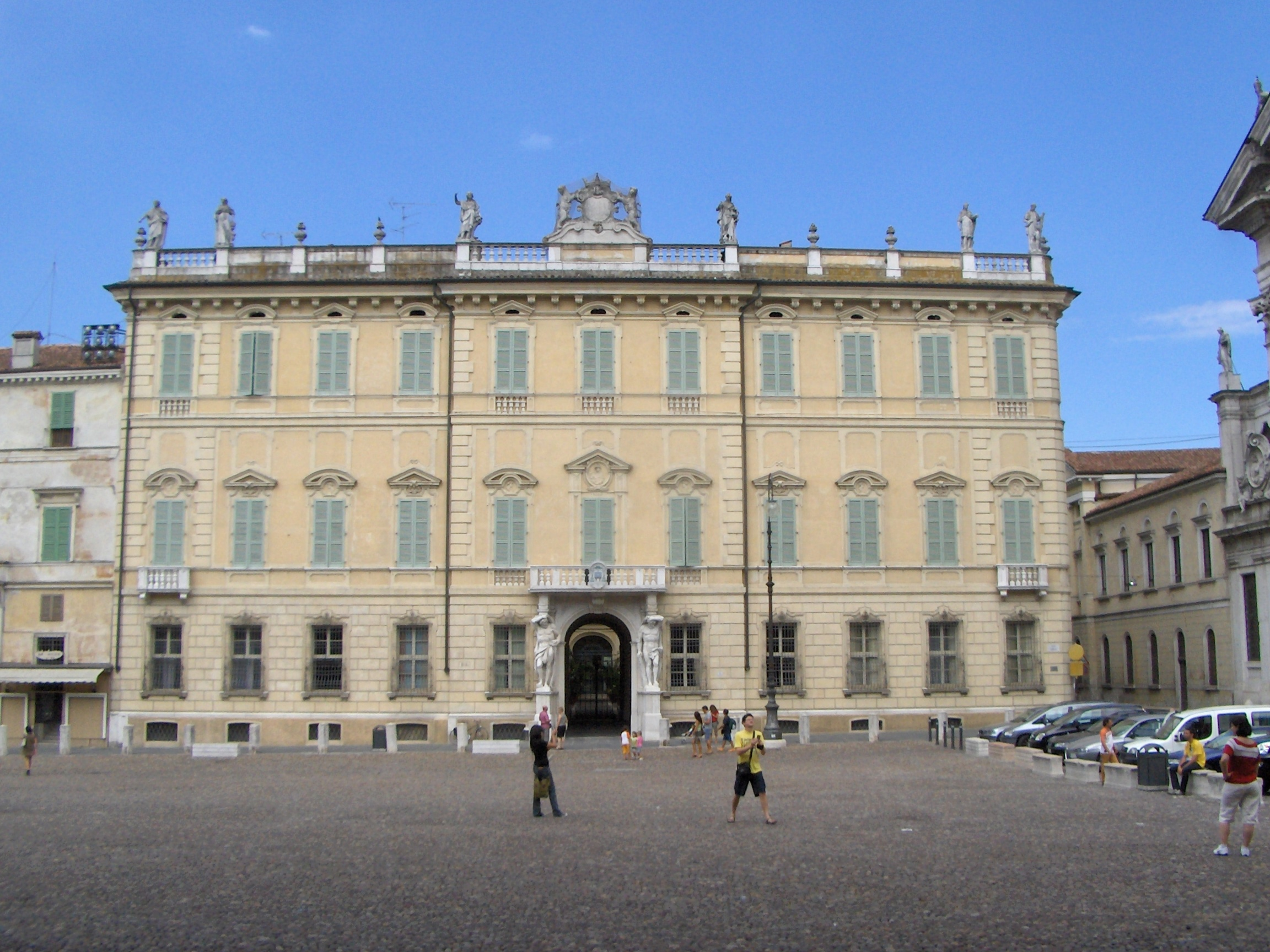
Palazzo Vescovile
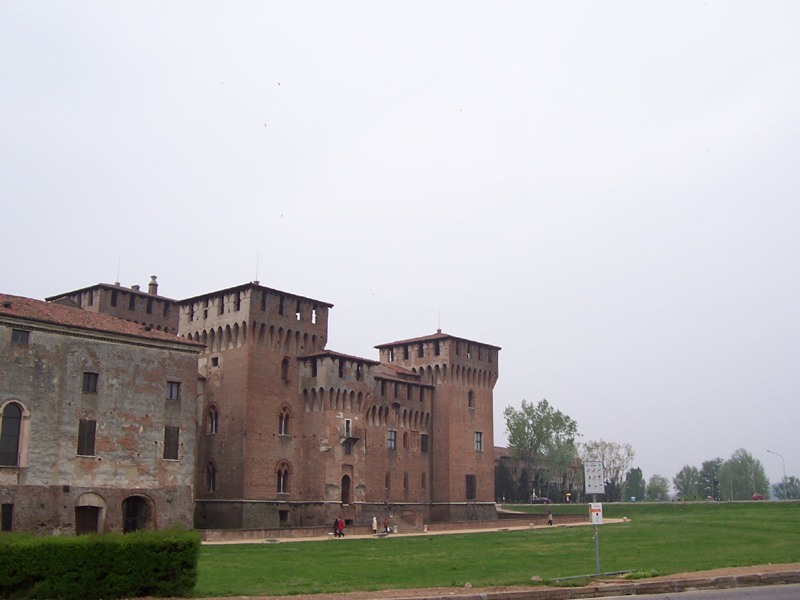
Castello di San Giorgio
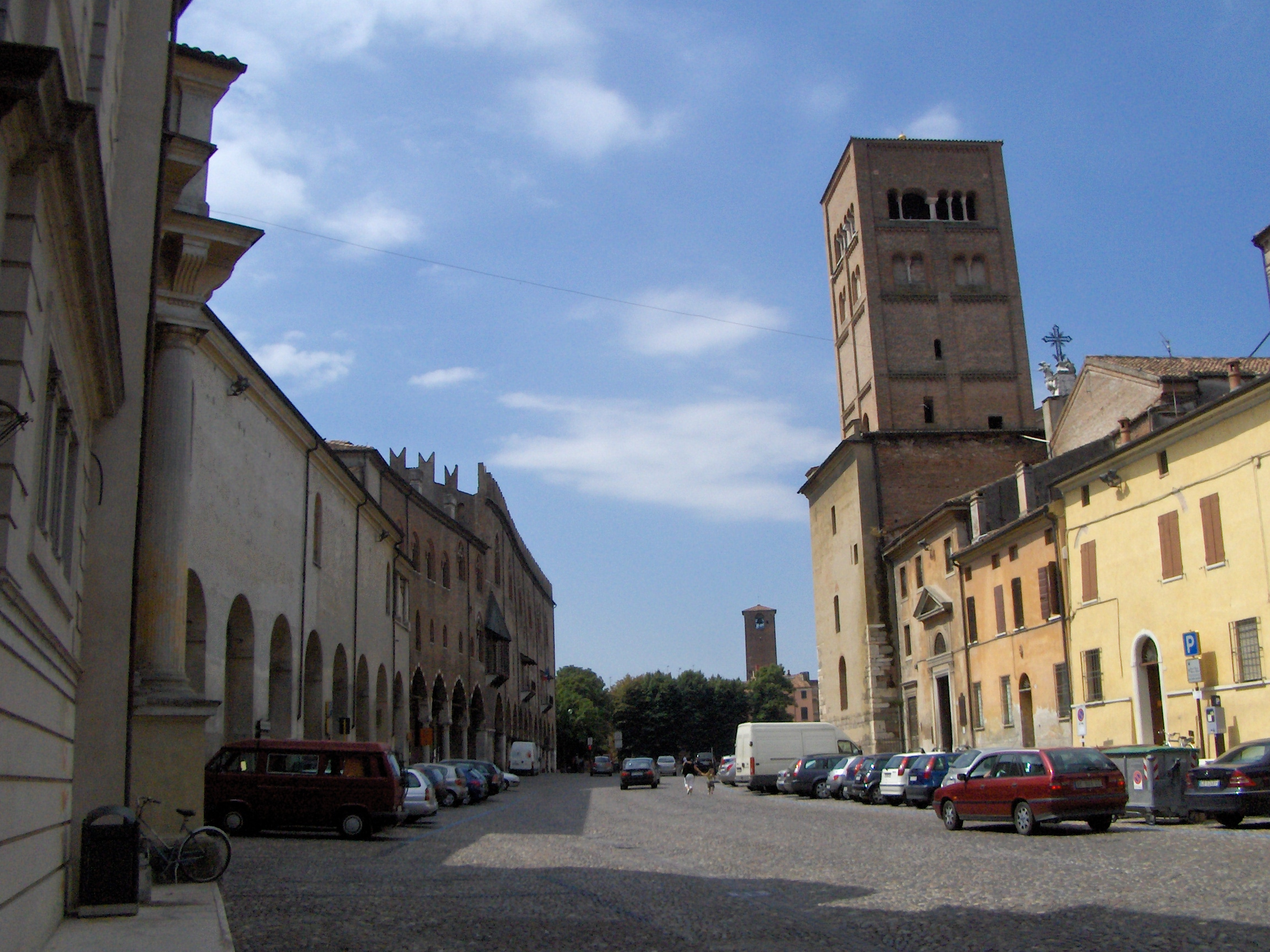
Verso Piazza Sordello
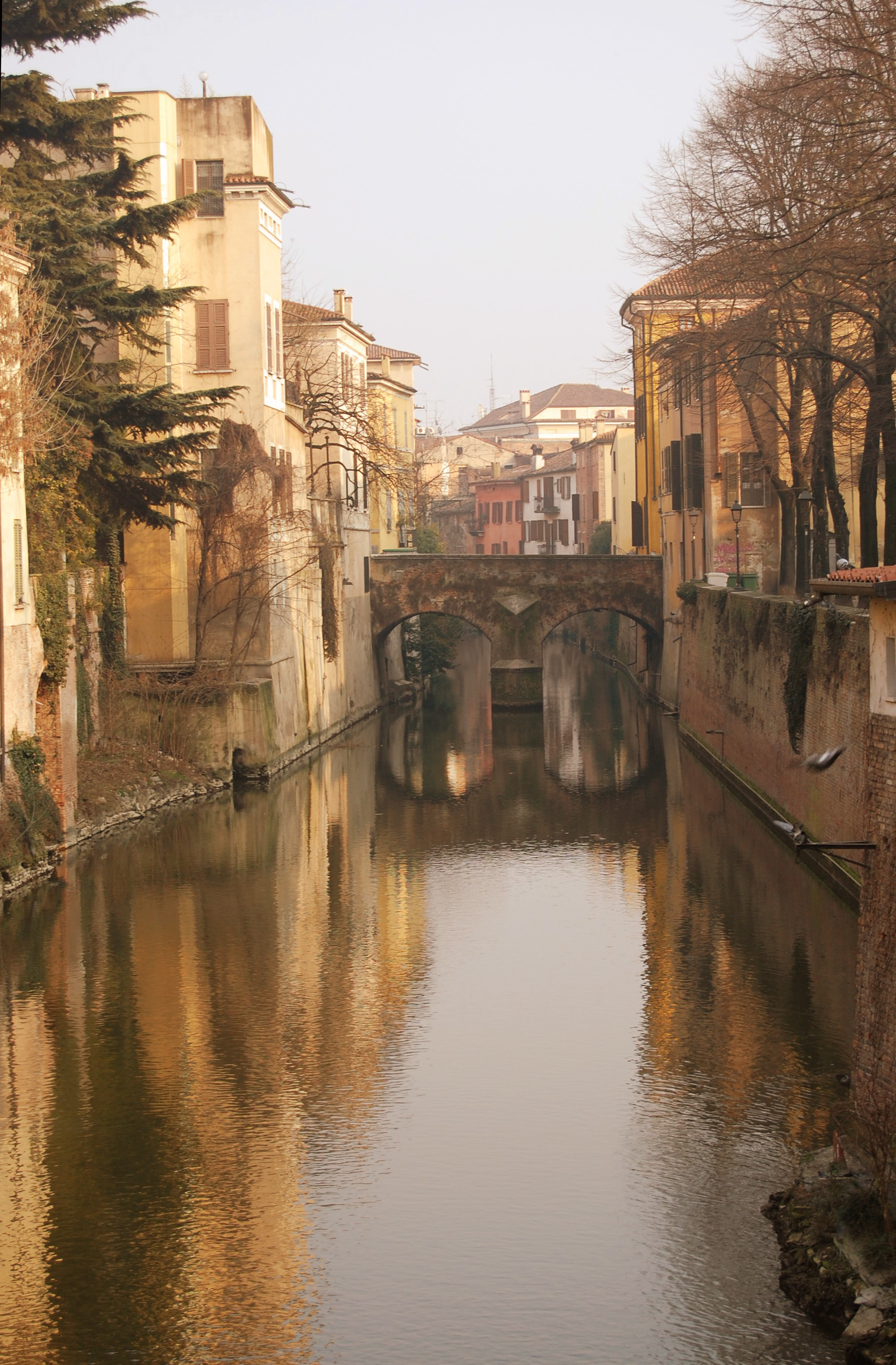
Il "Rio" a Mantova
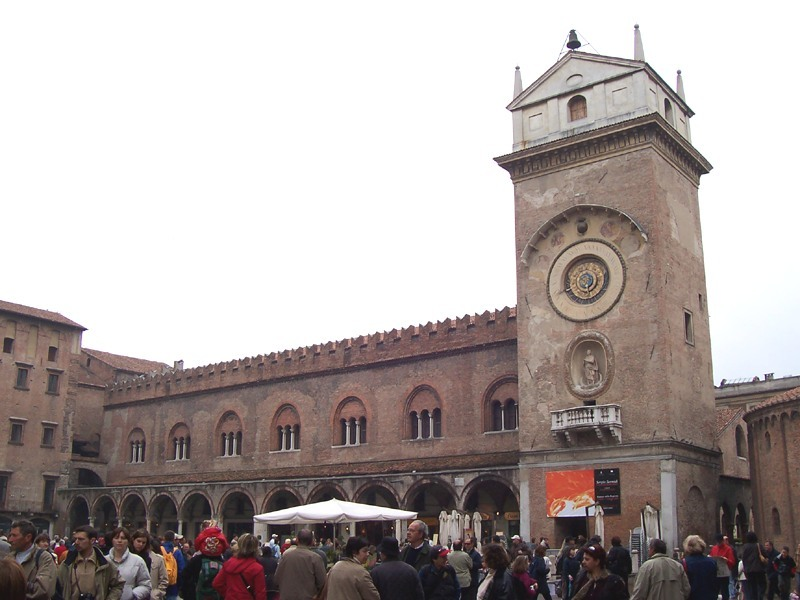
Palazzo della Ragione
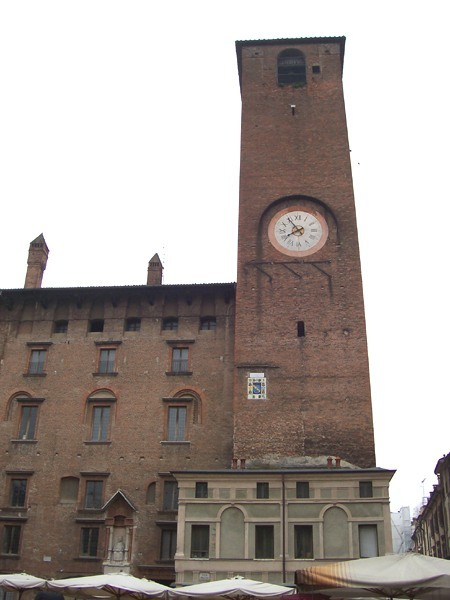
Palazzo del Podestà
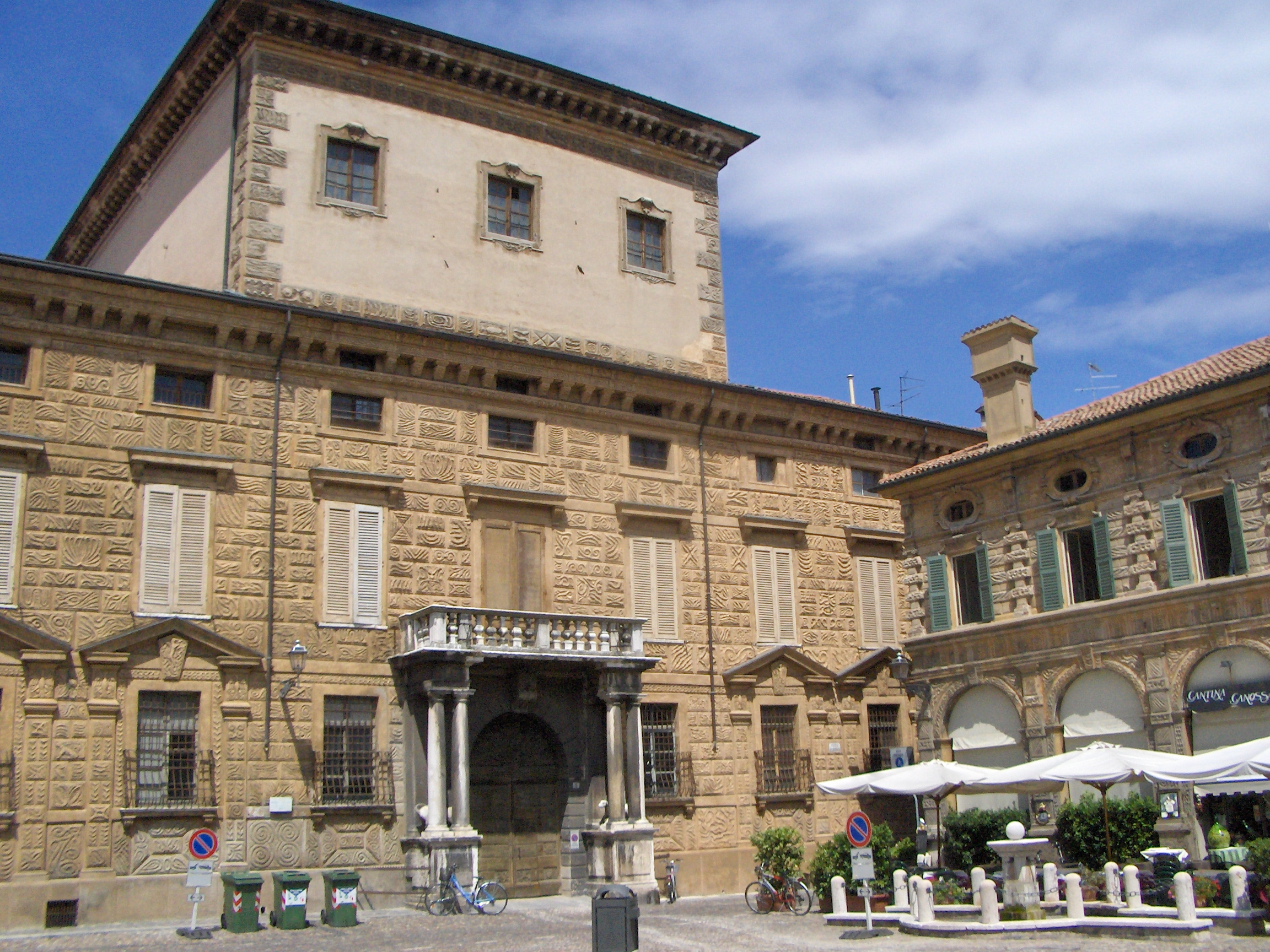
Palazzo Canossa
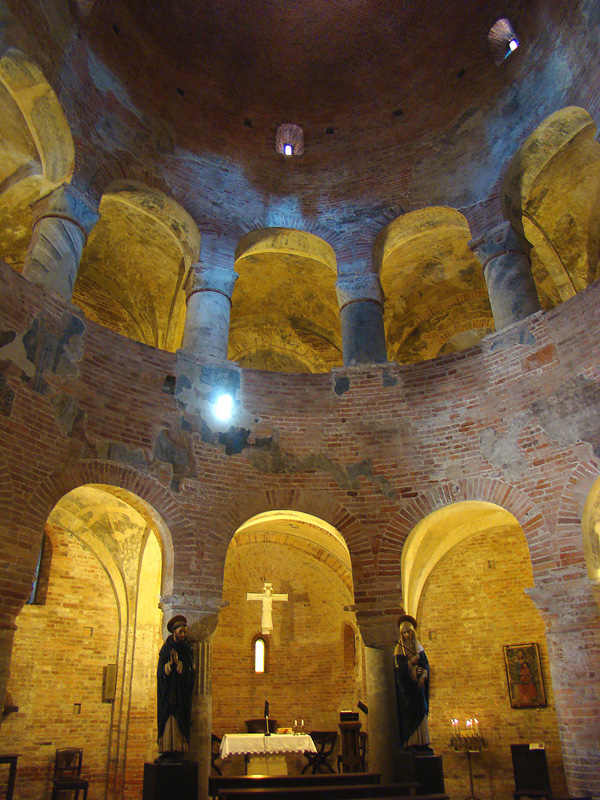
Ротонда Сан Лоренцо, 11 століття, романський стиль
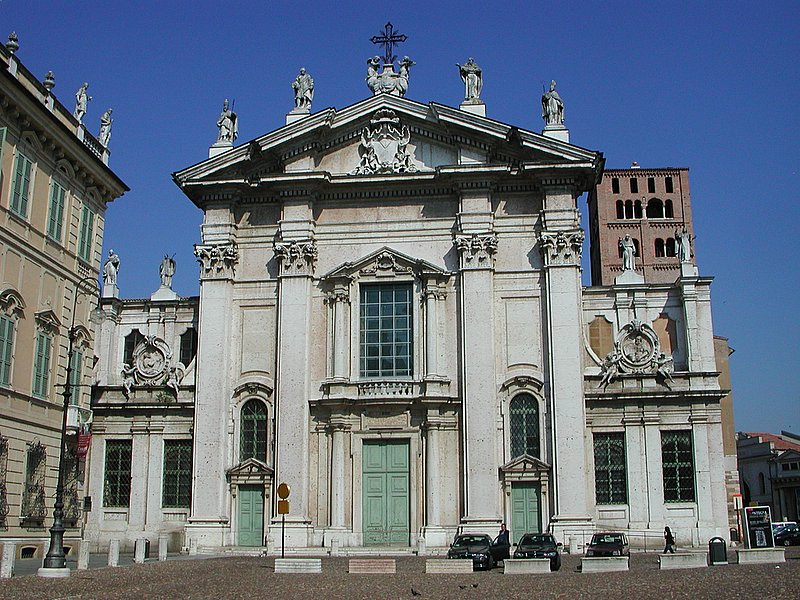
Мантуанський собор